# Okak Islands
Okak Islands är öar i Kanada.   De ligger i provinsen Newfoundland och Labrador, i den östra delen av landet, 1 600 km nordost om huvudstaden Ottawa. Arean är 162 kvadratkilometer.
Terrängen på Okak Islands är lite kuperad. Öns högsta punkt är 585 meter över havet. Den sträcker sig 16,0 kilometer i nord-sydlig riktning, och 16,1 kilometer i öst-västlig riktning.
Omgivningarna runt Okak Islands är i huvudsak ett öppet busklandskap. Trakten runt Okak Islands är nära nog obefolkad, med mindre än två invånare per kvadratkilometer.